# Болотянка звичайна
Болотянка звичайна, шейхце́рія боло́тна (Scheuchzeria palustris) — багаторічна рослина, єдиний представник роду болотянка (Scheuchzeria Rudolphi) і родини болотянкових (Scheuchzeriaceae). Вид занесений до Червоної книги України і Бєлгородської області Росії, Червоних списків Німеччини та Польщі. Лікарська й торфоформуюча рослина.

## Опис

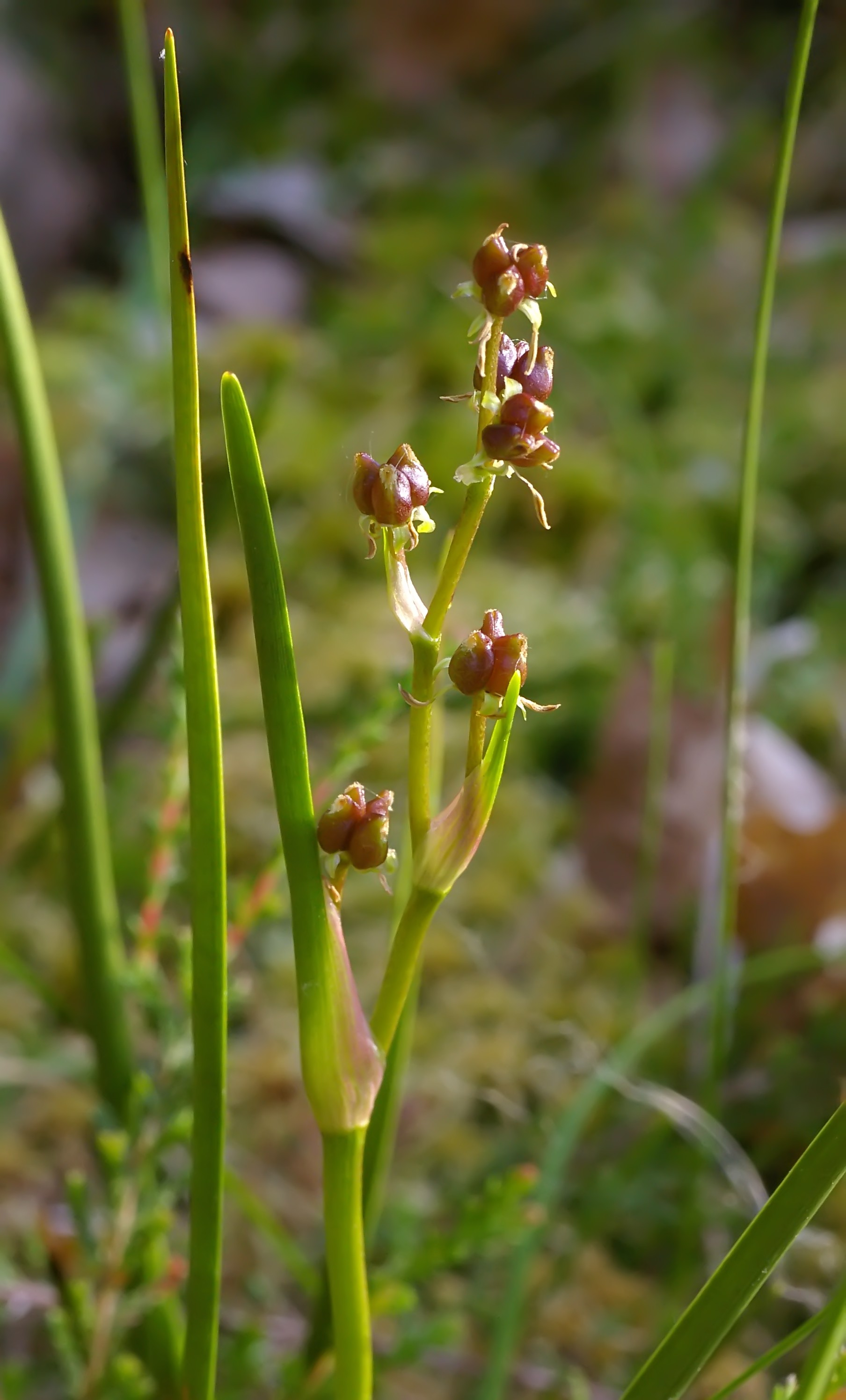
Квіти

Трав'яниста рослина 10-40 см заввишки, геофіт. Кореневище повзуче, довге, косе. Стебло сплющене, зелене, нерозгалужене, при основі обгорнуте сухими плівчастими залишками старих листків. Листки чергові, з піхвами, що охоплюють стебло, та плівчастими язичками. Листкові пластинки завдовжки до 20 см, вузьколінійні, жолобчасті, тупі, з добре помітними порами на верхньому боці біля верхівки. Жилкування паралельне.
Суцвіття — негуста китиця, що складається з 3-10 квіток, її вісь подовжується після запліднення. Квітки 3-членні, двостатеві, на прямостоячих квітконіжках, непоказні, жовто-зелені, завширшки 3-6 мм. Нижні квітки мають листоподібні, плівчасті приквітки. Пелюсток 6, вони розташовані у двох колах. Вільних тичинок також 6. Гінецей апокарпний, складається з 3-6 плодолистків, які ледь зростаються своїми основами. Приймочки сидячі. Сім'язачатків по 2.
Плоди — здуті, косо-яйцеподібні багатолистовки. Зазвичай вони складаються з кількох 1-2-насіннєвих плодиків завдовжки 4-10 мм, що мають витягнуті носики. Насіння еліптичне, гладке, чорне або коричневе, завдовжки 4-5 мм, багате на крохмаль, але не містить ендосперму.
Кількість хромосом 2n = 22.

## Екологія
Вид морозостійкий, дуже вологолюбний, зростає на обводнених мезотрофних та олігомезотрофних болотах (переважно осоково-сфагнових), у мочажинах. Віддає перевагу ґрунтам з pH 4-5. Часто утворює асоціації з осокою тонкокореневищною, чорною та багновою, дзьобонасінником білим.
Розмножується насінням і вегетативно, причому останній спосіб переважає. Квітне у травні-серпні. Запилюється вітром (анемофілія). Плодоносить у серпні-вересні. Оболонка насіння містить повітря у міжклітинному просторі, тому воно спливає на поверхню води і поширюється її потоками.

## Поширення
Ареал болотянки звичайної циркумбореальний, тобто охоплює широкою смугою усі холодні області Північної півкулі. На півночі Європи й Азії зростає номінативний підвид Scheuchzeria palustris subsp. palustris, у холодних областях Північної Америки — американський підвид Scheuchzeria palustris subsp. americana. Південна межа розповсюдження доходить до Центральної Європи і північних областей України, де цей вид досить рідкісний, далі пролягає через Кавказ до Китаю та Японських островів. За межею розповсюдження окремі осередки знайдені у Середземномор'ї, де вони розташовані у гірських районах.
Українські популяції болотянки звичайної зосереджені переважно на заході Полісся (Волинська і Житомирська області), окремі осередки трапляються на лівобережному Поліссі, в Карпатах і Лісостепу. Нерідко вони займають великі площі, але в рослинних угрупованнях шейхцерія болотна нечасто домінує.

## Значення і статус виду
Популяції болотянки звичайної скорочуються практично по всій південній межі ареалу. Це зумовлено перш за все порушенням природного середовища, осушенням боліт, видобутком торфу. Вид занесений до Червоної книги Бєлгородської області (Росія), Червоних списків Німеччини та Польщі, а угруповання з болотянкою звичайною — до Зеленої книги України. Рослина охороняється в Поліському, Черемському, Рівненському заповідниках, національних парках Шацькому і «Синевир», заказнику «Озерище».
Болотянка звичайна попри свою рідкісність є одним з головних торфоформуючих видів у місцях зростання.

## Синоніми
- Papillaria palustris (L.) Dulac
- Scheuchzeria americana (Fernald) G.N.Jones
- Scheuchzeria asiatica Miq.
- Scheuchzeria generalis E.H.L.Krause
- Scheuchzeria palustris var. americana Fernald
- Scheuchzeria palustris subsp. americana (Fernald) Hultén
- Scheuchzeria paniculata Gilib.[7]